# Verein der Polnischen Schriftsteller
Der Verein der Polnischen Schriftsteller (polnisch Stowarzyszenie Pisarzy Polskich, kurz: SPP) ist neben dem Verband der Polnischen Literaten ein wichtiger Künstlerverein, der sich für die Rechte und Interessen polnischer Schriftsteller einsetzt. Beide Organisationen haben ihren Sitz im Haus der Literatur (Dom Literatury) in Warschau. Der Verein verfügt über 11 regionale Niederlassungen und zählt ungefähr 900 Mitglieder.

## Geschichte
Nachdem der Verband der Polnischen Literaten 1983 aus politischen Gründen im Rahmen des Kriegsrechts aufgelöst und kurz darauf mit demselben Namen, aber mit verändertem Statut neugegründet worden war, blieb vielen ehemaligen systemkritischen Mitgliedern der Wiedereintritt verwehrt. Nach dem Systemwechsel gründeten sie am 31. Mai 1989 in Warschau aus Protest den Verein der Polnischen Schriftsteller als Gegenentwurf. Den Ehrenvorsitz hatte von 1990 bis 2003 Jan Józef Szczepański inne. Reguläre Vorsitzende waren Andrzej Braun (1990–1993), Ludmiła Marjańska (1993–1996), Marian Grześczak (1996–1999), Janusz Odrowąż-Pieniążek (1999–2002), Piotr Wojciechowski (2002–2005), Janusz Krasiński (2005–2008). Seit 2008 erfüllt Sergiusz Sterna-Wachowiak diese Funktion.